# Équipe d'Australie de Fed Cup
L'équipe d'Australie de Fed Cup est l’équipe qui représente l’Australie lors de la compétition de tennis féminin par équipe nationale appelée Fed Cup (ou « Coupe de la Fédération » entre 1963 et 1994).
Elle est constituée d'une sélection des meilleures joueuses de tennis australiennes du moment sous l’égide de la Fédération australienne de tennis.

## Résultats par année

### 1963 - 1969
- 1963 (4 tours, 16 équipes) : après une victoire au 1er tour contre la Belgique, la Hongrie en 1/4 de finale et l’Afrique du Sud en 1/2 finale, l’Australie s'incline en finale contre les États-Unis.

| Australie - États-Unis - 1 : 2 |                              |                                  |                 |
| 1                              | Margaret Smith               | Darlene Hard                     | 6-3, 6-0        |
| 1                              | Lesley Turner                | Billie Jean Moffitt              | 7-5, 0-6, 3-6   |
| 1                              | Margaret Smith Lesley Turner | Darlene Hard Billie Jean Moffitt | 3-6, 13-11, 3-6 |

- 1964 (5 tours, 20 équipes) : après un « bye » au 1er tour, une victoire contre le Danemark au 2e tour, le Canada en 1/4 de finale et la France en 1/2 finale, l’Australie l’emporte en finale contre les États-Unis.

| États-Unis - Australie - 1 : 2 |                                  |                              |               |
| 1                              | Billie Jean Moffitt              | Margaret Smith               | 2-6, 3-6      |
| 1                              | Nancy Richey                     | Lesley Turner                | 5-7, 1-6      |
| 1                              | Billie Jean Moffitt Karen Susman | Margaret Smith Lesley Turner | 4-6, 7-5, 6-1 |

- 1965 (4 tours, 11 équipes) : après un « bye » au 1er tour, une victoire contre la Nouvelle-Zélande en 1/4 de finale et la France en 1/2 finale, l’Australie l’emporte en finale contre les États-Unis.

| Australie - États-Unis - 2 : 1 |                            |                                     |               |
| 1                              | Lesley Turner              | Carole Caldwell                     | 6-3, 2-6, 6-3 |
| 1                              | Margaret Smith             | Billie Jean Moffitt                 | 6-4, 8-6      |
| 1                              | Margaret Smith Judy Tegart | Carole Caldwell Billie Jean Moffitt | 5-7, 6-4, 4-6 |

- 1966 (5 tours, 21 équipes) : après un « bye » au 1er tour, une victoire contre la Suisse au 2e tour et les Pays-Bas en 1/4 de finale, l’Australie s'incline en 1/2 finale contre l’Allemagne de l'Ouest.
- 1967 (5 tours, 17 équipes) : après un « bye » au 1er tour, un forfait de la Tchécoslovaquie au 2e tour et une victoire contre la France en 1/4 de finale, l’Australie s'incline en 1/2 finale contre la Grande-Bretagne.
- 1968 (5 tours, 23 équipes) : après un « bye » au 1er tour, une victoire contre le Brésil au 2e tour, l’Afrique du Sud en 1/4 de finale et la Grande-Bretagne en 1/2 finale, l’Australie l’emporte en finale contre les Pays-Bas.

| Australie - Pays-Bas - 3 : 0 |                                     |                                |               |
| 1                            | Kerry Melville                      | Marijke Jansen                 | 4-6, 7-5, 6-3 |
| 1                            | Margaret Smith Court                | Astrid Suurbeek                | 6-1, 6-3      |
| 1                            | Margaret Smith Court Kerry Melville | Astrid Suurbeek Lidy Venneboer | 6-3, 6-8, 7-5 |

- 1969 (5 tours, 20 équipes) : après un « bye » au 1er tour, un forfait de la Pologne au 2e tour, une victoire contre la France en 1/4 de finale et la Grande-Bretagne en 1/2 finale, l’Australie s'incline en finale contre les États-Unis.

| Australie - États-Unis - 1 : 2 |                                  |                                 |          |
| 1                              | Margaret Smith Court             | Julie Heldman                   | 6-1, 8-6 |
| 1                              | Kerry Melville                   | Nancy Richey                    | 4-6, 3-6 |
| 1                              | Margaret Smith Court Judy Tegart | Peaches Bartkowicz Nancy Richey | 4-6, 4-6 |

### 1970 - 1979
- 1970 (5 tours, 22 équipes) : après un « bye » au 1er tour, une victoire contre la Tchécoslovaquie au 2e tour, la Suède en 1/4 de finale et la Grande-Bretagne en 1/2 finale, l’Australie l’emporte en finale contre l’Allemagne de l'Ouest.

| Allemagne de l'Ouest - Australie - 0 : 3 |                               |                                    |               |
| 1                                        | Helga Schultze                | Karen Krantzcke                    | 2-6, 3-6      |
| 1                                        | Helga Masthoff                | Judy Tegart-Dalton                 | 6-4, 3-6, 3-6 |
| 1                                        | Helga Schultze Helga Masthoff | Judy Tegart-Dalton Karen Krantzcke | 2-6, 5-7      |

- 1971 (4 tours, 14 équipes) : après un « bye » au 1er tour, un forfait de la Yougoslavie en 1/4 de finale et une victoire contre la France en 1/2 finale, l’Australie l’emporte en finale contre la Grande-Bretagne.

| Australie - Grande-Bretagne - 3 : 0 |                                  |                           |               |
| 1                                   | Evonne Goolagong                 | Virginia Wade             | 6-4, 6-1      |
| 1                                   | Margaret Smith Court             | Ann Haydon-Jones          | 6-8, 6-3, 6-3 |
| 1                                   | Margaret Smith Court Lesley Hunt | Winnie Shaw Virginia Wade | 6-4, 6-4      |

- 1972 (5 tours, 31 équipes) : après un « bye » au 1er tour, une victoire contre le Canada au 2e tour et l’Italie en 1/4 de finale, l’Australie s'incline en 1/2 finale contre la Grande-Bretagne.
- 1973 (5 tours, 30 équipes) : après un « bye » au 1er tour, une victoire contre le Japon au 2e tour, l’Indonésie en 1/4 de finale et l’Allemagne de l'Ouest en 1/2 finale, l’Australie l’emporte en finale contre l’Afrique du Sud.

| Australie - Afrique du Sud - 3 : 0 |                              |                           |           |
| 1                                  | Evonne Goolagong             | Pat Pretorius             | 6-0, 6-2  |
| 1                                  | Patricia Coleman             | Brenda Kirk               | 10-8, 6-0 |
| 1                                  | Evonne Goolagong Janet Young | Brenda Kirk Pat Pretorius | 6-1, 6-2  |

- 1974 (5 tours, 29 équipes) : après un « bye » au 1er tour, une victoire contre le Japon au 2e tour, l’Italie en 1/4 de finale et la Grande-Bretagne en 1/2 finale, l’Australie l’emporte en finale contre les États-Unis.

| Australie - États-Unis - 2 : 1 |                              |                            |               |
| 1                              | Evonne Goolagong             | Julie Heldman              | 6-1, 7-5      |
| 1                              | Dianne Fromholtz             | Jeanne Evert               | 6-2, 5-7, 4-6 |
| 1                              | Evonne Goolagong Janet Young | Julie Heldman Sharon Walsh | 7-5, 8-6      |

- 1975 (5 tours, 31 équipes) : après un « bye » au 1er tour, une victoire contre la Belgique au 2e tour, l’Italie en 1/4 de finale et les États-Unis en 1/2 finale, l’Australie s'incline en finale contre la Tchécoslovaquie.

| Tchécoslovaquie - Australie - 3 : 0 |                                     |                                |          |
| 1                                   | Renáta Tomanová                     | Helen Gourlay                  | 6-4, 6-2 |
| 1                                   | Martina Navrátilová                 | Evonne Goolagong               | 6-3, 6-4 |
| 1                                   | Martina Navrátilová Renáta Tomanová | Dianne Fromholtz Helen Gourlay | 6-3, 6-1 |

- 1976 (5 tours, 32 équipes) : après une victoire au 1er tour contre la Roumanie, la Belgique au 2e tour, l’Allemagne de l'Ouest en 1/4 de finale et la Grande-Bretagne en 1/2 finale, l’Australie s'incline en finale contre les États-Unis.

| États-Unis - Australie - 2 : 1 |                               |                             |               |
| 1                              | Rosie Casals                  | Kerry Reid                  | 6-1, 3-6, 5-7 |
| 1                              | Billie Jean King              | Evonne Goolagong            | 7-64, 6-4     |
| 1                              | Rosie Casals Billie Jean King | Evonne Goolagong Kerry Reid | 7-5, 6-3      |

- 1977 (5 tours, 32 équipes) : après une victoire au 1er tour contre l’Indonésie, le Brésil au 2e tour, l’Allemagne de l'Ouest en 1/4 de finale et la Grande-Bretagne en 1/2 finale, l’Australie s'incline en finale contre les États-Unis.

| États-Unis - Australie - 2 : 1 |                          |                           |               |
| 1                              | Billie Jean King         | Dianne Fromholtz          | 6-1, 2-6, 6-2 |
| 1                              | Chris Evert              | Kerry Reid                | 7-5, 6-3      |
| 1                              | Rosie Casals Chris Evert | Kerry Reid Wendy Turnbull | 3-6, 3-6      |

- 1978 (5 tours, 32 équipes) : après une victoire au 1er tour contre la Belgique, le Japon au 2e tour, les Pays-Bas en 1/4 de finale et l’URSS en 1/2 finale, l’Australie s'incline en finale contre les États-Unis.

| Australie - États-Unis - 1 : 2 |                           |                              |               |
| 1                              | Kerry Reid                | Tracy Austin                 | 6-3, 6-3      |
| 1                              | Wendy Turnbull            | Chris Evert                  | 6-3, 1-6, 1-6 |
| 1                              | Kerry Reid Wendy Turnbull | Chris Evert Billie Jean King | 6-4, 1-6, 4-6 |

- 1979 (5 tours, 32 équipes) : après une victoire au 1er tour contre le Canada, la Yougoslavie au 2e tour, les Pays-Bas en 1/4 de finale et la Tchécoslovaquie en 1/2 finale, l’Australie s'incline en finale contre les États-Unis.

| États-Unis - Australie - 3 : 0 |                               |                           |               |
| 1                              | Tracy Austin                  | Kerry Reid                | 6-3, 6-0      |
| 1                              | Chris Evert                   | Dianne Fromholtz          | 2-6, 6-3, 8-6 |
| 1                              | Rosie Casals Billie Jean King | Kerry Reid Wendy Turnbull | 3-6, 6-3, 8-6 |

### 1980 - 1989
- 1980 (5 tours, 32 équipes) : après une victoire au 1er tour contre la Norvège, l’Indonésie au 2e tour, la Suède en 1/4 de finale et l’Allemagne de l'Ouest en 1/2 finale, l’Australie s'incline en finale contre les États-Unis.

| États-Unis - Australie - 3 : 0 |                           |                            |               |
| 1                              | Chris Evert               | Dianne Fromholtz           | 4-6, 6-1, 6-1 |
| 1                              | Tracy Austin              | Wendy Turnbull             | 6-3, 6-2      |
| 1                              | Rosie Casals Kathy Jordan | Dianne Fromholtz Susan Leo | 2-6, 6-4, 6-4 |

- 1981 (5 tours, 32 équipes) : après une victoire au 1er tour contre les Philippines, la Chine au 2e tour et les Pays-Bas en 1/4 de finale, l’Australie s'incline en 1/2 finale contre la Grande-Bretagne.
- 1982 (5 tours, 32 équipes) : après une victoire au 1er tour contre la Corée du Sud, les Pays-Bas au 2e tour et l’URSS en 1/4 de finale, l’Australie s'incline en 1/2 finale contre l’Allemagne de l'Ouest.
- 1983 (qualifications + 5 tours, 39 équipes) : après une victoire au 1er tour contre l’URSS et le Mexique au 2e tour, l’Australie s'incline en 1/4 de finale contre la Suisse.
- 1984 (qualifications + 5 tours, 36 équipes) : après une victoire au 1er tour contre l’Argentine, la Belgique au 2e tour, l’Allemagne de l'Ouest en 1/4 de finale et les États-Unis en 1/2 finale, l’Australie s'incline en finale contre la Tchécoslovaquie.

| Australie - Tchécoslovaquie - 1 : 2 |                                 |                               |          |
| 1                                   | Anne Minter                     | Helena Suková                 | 7-5, 7-5 |
| 1                                   | Elizabeth Sayers                | Hana Mandlíková               | 1-6, 0-6 |
| 1                                   | Elizabeth Sayers Wendy Turnbull | Hana Mandlíková Helena Suková | 2-6, 2-6 |

- 1985 (qualifications + 5 tours, 38 équipes) : après une victoire au 1er tour contre le Danemark, l’Espagne au 2e tour et l’Italie en 1/4 de finale, l’Australie s'incline en 1/2 finale contre les États-Unis.
- 1986 (qualifications + 5 tours, 42 équipes) : après une victoire au 1er tour contre la Hongrie et le Danemark au 2e tour, l’Australie s'incline en 1/4 de finale contre la Tchécoslovaquie.
- 1987 (qualifications + 5 tours, 42 équipes) : après une victoire au 1er tour contre le Danemark et l’Espagne au 2e tour, l’Australie s'incline en 1/4 de finale contre la Bulgarie.
- 1988 (qualifications + 5 tours, 36 équipes) : après une victoire au 1er tour contre  Israël et l’Italie au 2e tour, l’Australie s'incline en 1/4 de finale contre l’Allemagne de l'Ouest.
- 1989 (qualifications + 5 tours, 40 équipes) : après une victoire au 1er tour contre la Chine, la Nouvelle-Zélande au 2e tour et la Bulgarie en 1/4 de finale, l’Australie s'incline en 1/2 finale contre l’Espagne.

### 1990 - 1999
- 1990 (qualifications + 5 tours, 44 équipes) : après une victoire au 1er tour contre l’Indonésie, l’Australie s'incline au 2e tour contre la Tchécoslovaquie.
- 1991 (qualifications + 5 tours + barrages, 56 équipes) : après une victoire au 1er tour contre le Japon, l’Australie s'incline au 2e tour contre l’Espagne.
- 1992 (5 tours + barrages, 32 équipes) : après une victoire au 1er tour contre la Bulgarie, l’Autriche au 2e tour et la Tchécoslovaquie en 1/4 de finale, l’Australie s'incline en 1/2 finale contre l’Espagne.
- 1993 (5 tours + barrages, 32 équipes) : après une victoire au 1er tour contre l’Allemagne, le Danemark au 2e tour, la Finlande en 1/4 de finale et l’Argentine en 1/2 finale, l’Australie s'incline en finale contre l’Espagne.

| Espagne - Australie - 3 : 0 |                                   |                                |               |
| 1                           | Conchita Martínez                 | Michelle Jaggard               | 6-0, 6-2      |
| 1                           | Arantxa Sánchez                   | Nicole Provis                  | 6-2, 6-3      |
| 1                           | Conchita Martínez Arantxa Sánchez | Elizabeth Smylie Rennae Stubbs | 3-6, 6-1, 6-3 |

- 1994 (5 tours, 32 équipes) : après une victoire au 1er tour contre la Lettonie, l’Australie s'incline au 2e tour contre l’Autriche.

La compétition change de format à compter de 1995 : la Coupe de la Fédération devient Fed Cup.
- 1995 (3 tours, 8 équipes + groupe mondial II, play-offs I et II) : après une victoire en groupe mondial II contre la Slovaquie, l’Australie s'incline en play-offs I contre l’Argentine.
- 1996 (3 tours, 8 équipes + groupe mondial II, play-offs I et II) : après une défaite en groupe mondial II contre les Pays-Bas, l’Australie l’emporte en play-offs II contre le Canada.
- 1997 (3 tours, 8 équipes + groupe mondial II, play-offs I et II) : après une victoire en groupe mondial II contre l’Afrique du Sud, l’Australie s'incline en play-offs I contre l’Espagne.
- 1998 (3 tours, 8 équipes + groupe mondial II, play-offs I et II) : après une défaite en groupe mondial II contre la Russie, l’Australie l’emporte en play-offs II contre l’Argentine.
- 1999 (3 tours, 8 équipes + groupe mondial II, round robin play-offs) : après une défaite en groupe mondial II contre l’Autriche et une qualification dans l'épreuve du round robin, l’Australie l'emporte en play-offs II contre les Pays-Bas.

### 2000 - 2009
- 2000 (round robin + 2 tours, 13 équipes) : l’Australie échoue dans sa qualification en round robin du groupe mondial.
- 2001 (2 tours + round robin + finale, 16 équipes + play-offs) : après une victoire au 1er tour du groupe mondial contre l’Autriche et la Suisse en 1/4 de finale, l’Australie échoue dans l'épreuve du round robin.
- 2002 (4 tours, 16 équipes + play-offs) : après une défaite au 1er tour du groupe mondial contre la Belgique, l’Australie l’emporte en play-offs I contre les Pays-Bas.
- 2003 (4 tours, 16 équipes + play-offs) : après une défaite au 1er tour du groupe mondial contre l’Espagne, l’Australie l’emporte en play-offs I contre la Colombie.
- 2004 (4 tours, 16 équipes + play-offs) : après une défaite au 1er tour du groupe mondial contre la Russie, l’Australie s'incline en play-offs I contre la Thaïlande.
- 2005 : l’Australie concourt dans les compétitions par zones géographiques.
- 2006 (3 tours, 8 équipes + groupe mondial II, play-offs I et II) : l’Australie l’emporte en play-offs II contre la Suisse.
- 2007 (3 tours, 8 équipes + groupe mondial II, play-offs I et II) : après une défaite en groupe mondial II contre l’Autriche, l’Australie s'incline en play-offs II contre l’Ukraine.
- 2008 : l’Australie concourt dans les compétitions par zones géographiques.
- 2009 (3 tours, 8 équipes + groupe mondial II, play-offs I et II) : l’Australie l’emporte en play-offs II contre la Suisse.

### 2010 - 2015
- 2010 (3 tours, 8 équipes + groupe mondial II, play-offs I et II) : après une victoire en groupe mondial II contre l’Espagne, l’Australie l’emporte en play-offs I contre l’Ukraine.
- 2011 (3 tours, 8 équipes + groupe mondial II, play-offs I et II) : après une défaite en 1/4 de finale du groupe mondial contre l’Italie, l’Australie s'incline en play-offs I contre l’Ukraine.
- 2012 (3 tours, 8 équipes + groupe mondial II, play-offs I et II) : après une victoire en groupe mondial II contre la Suisse, l’Australie l’emporte en play-offs I contre l’Allemagne.
- 2013 (3 tours, 8 équipes + groupe mondial II, play-offs I et II) : après une défaite au 1er tour du groupe mondial contre la République tchèque, l’Australie l’emporte en play-offs I contre la Suisse.
- 2014 (3 tours, 8 équipes + groupe mondial II, play-offs I et II) : après une victoire au 1er tour du groupe mondial contre la Russie, l’Australie s'incline en 1/2 finale contre l’Allemagne.
- 2015 (3 tours, 8 équipes + groupe mondial II, play-offs I et II) : après une défaite au 1er tour du groupe mondial contre l’Allemagne, l’Australie s'incline en play-offs I contre les Pays-Bas.

## Bilan de l'équipe
Résultats des confrontations entre l’Australie et ses adversaires les plus fréquents (3 rencontres minimum dans les groupes mondiaux).
| #  | Adversaires        | Rencontres | Victoires | Défaites | % victoires |
| -- | ------------------ | ---------- | --------- | -------- | ----------- |
| 1  | États-Unis         | 13         | 5         | 8        | 38 %        |
| 2  | Pays-Bas           | 10         | 8         | 2        | 80 %        |
| 3  | Grande-Bretagne    | 10         | 7         | 3        | 70 %        |
| 4  | Espagne            | 10         | 3         | 7        | 30 %        |
| 5  | Allemagne          | 9          | 6         | 3        | 67 %        |
| 6  | Belgique           | 8          | 5         | 3        | 63 %        |
| 7  | République tchèque | 8          | 4         | 4        | 50 %        |
| 8  | Suisse             | 7          | 6         | 1        | 86 %        |
| 9  | Italie             | 6          | 5         | 1        | 83 %        |
| 10 | France             | 6          | 5         | 1        | 83 %        |
| 11 | Danemark           | 5          | 5         | 0        | 100 %       |
| 12 | Argentine          | 5          | 4         | 1        | 80 %        |
| 13 | Autriche           | 5          | 2         | 3        | 40 %        |
| 14 | Allemagne          | 5          | 2         | 3        | 40 %        |
| 15 | Canada             | 4          | 4         | 0        | 100 %       |
| 16 | Indonésie          | 4          | 4         | 0        | 100 %       |
| 17 | Japon              | 4          | 4         | 0        | 100 %       |
| 18 | Afrique du Sud     | 4          | 4         | 0        | 100 %       |
| 19 | Russie             | 4          | 1         | 3        | 25 %        |
| 20 | URSS               | 3          | 3         | 0        | 100 %       |
| 21 | Bulgarie           | 3          | 2         | 1        | 67 %        |
| 22 | URSS               | 3          | 1         | 2        | 33 %        |

## Bilan des joueuses les plus sélectionnées
Ce bilan est calculé sur la base des rencontres officielles des groupes mondiaux et barrages I et II. Les rencontres des tableaux dits de « consolation » et celles par « zones géographiques » ne sont pas prises en compte. Les joueuses comptant moins de 5 sélections ne sont pas reprises dans le tableau.
| #  | Joueuses             | De   | à    | Sélections | Matchs | Victoires | Défaites | % victoires |
| -- | -------------------- | ---- | ---- | ---------- | ------ | --------- | -------- | ----------- |
| 1  | Alicia Molik         | 1999 | 2010 | 21         | 38     | 18        | 20       | 47 %        |
| 2  | Anne Minter          | 1981 | 1989 | 23         | 26     | 20        | 6        | 77 %        |
| 3  | Casey Dellacqua      | 2007 | 2015 | 10         | 16     | 9         | 7        | 56 %        |
| 4  | Dianne Balestrat     | 1974 | 1983 | 37         | 46     | 35        | 11       | 76 %        |
| 5  | Elizabeth Smylie     | 1984 | 1994 | 31         | 37     | 24        | 13       | 65 %        |
| 6  | Evonne Goolagong     | 1970 | 1982 | 26         | 41     | 35        | 6        | 85 %        |
| 7  | Helen Gourlay        | 1972 | 1975 | 7          | 11     | 6         | 5        | 55 %        |
| 8  | Janet Young          | 1973 | 1974 | 7          | 7      | 6         | 1        | 86 %        |
| 9  | Janine Thompson      | 1986 | 1990 | 5          | 5      | 4         | 1        | 80 %        |
| 10 | Jarmila Gajdošová    | 2011 | 2015 | 8          | 16     | 6         | 10       | 38 %        |
| 11 | Jelena Dokić         | 1998 | 2012 | 11         | 15     | 11        | 4        | 73 %        |
| 12 | Jenny Byrne          | 1985 | 1992 | 6          | 6      | 5         | 1        | 83 %        |
| 13 | Judy Tegart-Dalton   | 1965 | 1970 | 15         | 22     | 18        | 4        | 82 %        |
| 14 | Karen Krantzcke      | 1966 | 1970 | 7          | 12     | 11        | 1        | 92 %        |
| 15 | Kerry Reid           | 1967 | 1979 | 29         | 47     | 37        | 10       | 79 %        |
| 16 | Lesley Turner        | 1963 | 1967 | 13         | 19     | 13        | 6        | 68 %        |
| 17 | Margaret Smith Court | 1963 | 1970 | 20         | 40     | 35        | 5        | 88 %        |
| 18 | Nicole Pratt         | 1998 | 2007 | 18         | 27     | 14        | 13       | 52 %        |
| 19 | Nicole Provis        | 1988 | 1996 | 17         | 27     | 18        | 9        | 67 %        |
| 20 | Rachel McQuillan     | 1990 | 2001 | 23         | 32     | 11        | 21       | 34 %        |
| 21 | Rennae Stubbs        | 1992 | 2011 | 31         | 34     | 20        | 14       | 59 %        |
| 22 | Samantha Stosur      | 2003 | 2015 | 16         | 33     | 19        | 14       | 58 %        |
| 23 | Susan Leo            | 1980 | 1983 | 13         | 14     | 11        | 3        | 79 %        |
| 24 | Wendy Turnbull       | 1977 | 1988 | 45         | 62     | 46        | 16       | 74 %        |